# Willem van Houten
Willem van Houten (Rotterdam, 24 september 1778 – aldaar, 30 mei 1857), was in 1825 oprichter van de Zuid-Hollandsche Maatschappij tot Redding van Schipbreukelingen. Hij was ook de uitvinder van de levensluchtpomp, waarbij twee slangetjes in de neus van de drenkeling werd gestoken om hem opnieuw te doen ademen. Hij schreef diverse boeken over zijn reizen naar onder meer Engeland en over de eerste spoorweg tussen Manchester en Liverpool. Van Houten was in 1798 de oprichter van de Metaalmaatschappij van W. van Houten & zonen CV.. Bij zijn overlijden in 1857 werd hij opgevolgd door vier van zijn zonen. De firma was gevestigd aan de Baan in Rotterdam, na de Tweede Wereldoorlog aan de Bierstraat.